# Ханагях (Губинский район)

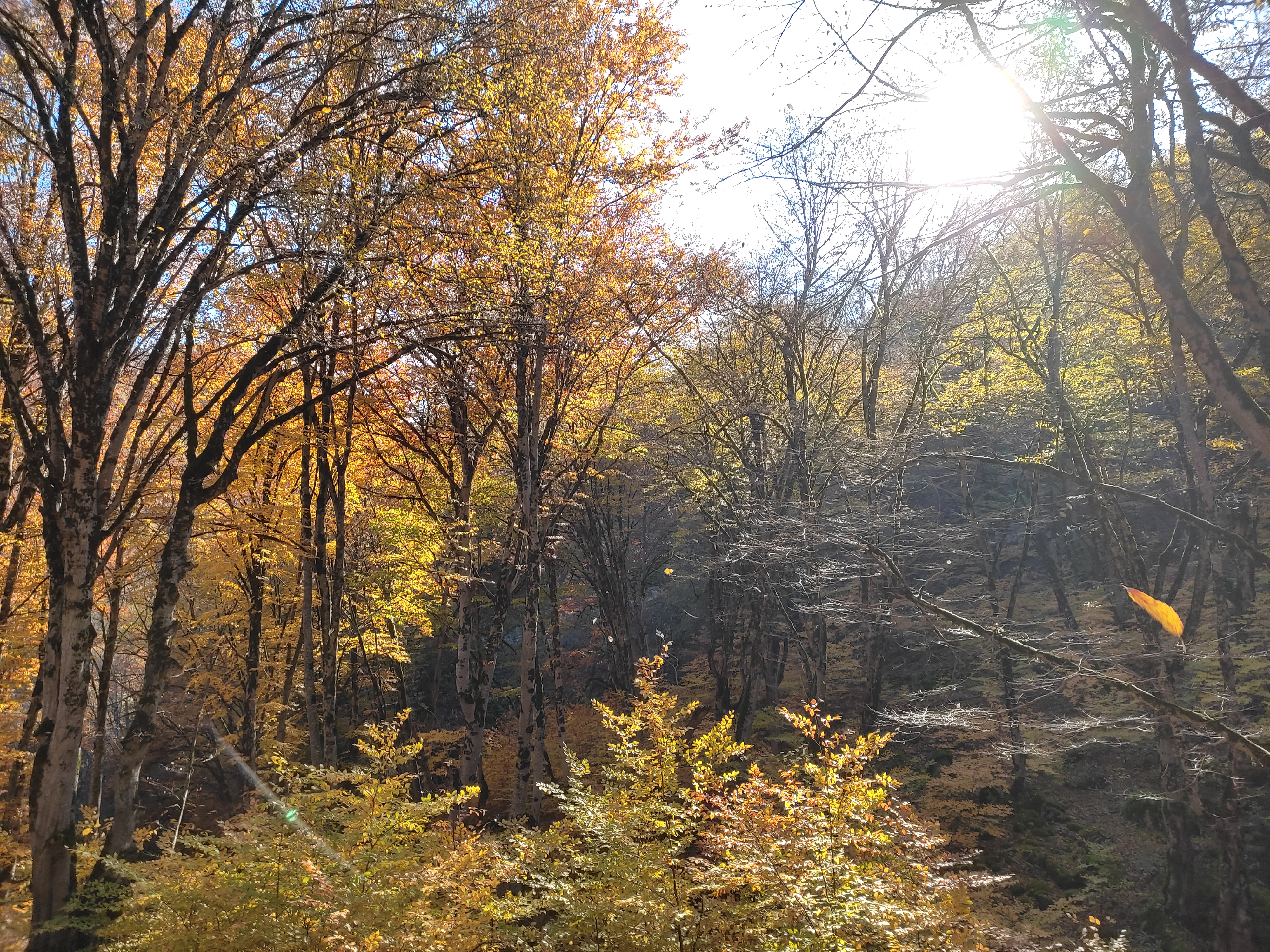
Долина реки Чигаджукчай около села Ханагях

Ханагях (азерб. Xanəgah) — село в Губинском районе Азербайджана. 

## География
Расположено на реке Чигаджукчай к югу от административного центра района — города Губа.
В районе села имеются залежи горючих сланцев.

## Население
Согласно материалам посемейных списков на 1886 год в Ханага Кубинского уезда Бакинской губернии проживало 1319 жителей (112 дымов) и все таты-сунниты, из которых 25 относились к духовенству а остальные 1294 человек (110 дымов) — крестьяне на казённой земле.
По Азербайджанской сельскохозяйственной переписи 1921 года село Ханага входило в Нювдинский сельсовет Кубинского уезда Азербайджанской ССР. Жители — таты (648 человек, 118 хозяйств). Мужчин — 310 человек а женщин — 338 человек. На 1 января 1933 года Ханагя — село Шудугского сельсовета Кубинского района Азербайджанской ССР. Численность населения 640 человек (140 хозяйств). Подавляющее большинство населения сельсовета состоявшего из 11 сёл — 99,2 % обозначалась тюрками (азербайджанцами).
В прошлом Ханагях был одним из центров деревообработки в регионе, в частности здесь производилась деревянная посуда.

### Известные уроженцы
Уроженцами села являются: Ильяс Атабаба оглы Бабаев — профессор, учёный-археолог, заведующий Отделом археологии античной эпохи Азербайджана Института археологии и этнографии, член-корреспондент НАНА.
Исрафил Мирзахмед оглы Гурбанов — азербайджанский государственный деятель.

## Достопримечательности
В селе находится мечеть XVIII века.